# Campagne de vaccination contre la Covid-19 en république démocratique du Congo
Pour un article plus général, voir Pandémie de Covid-19 en république démocratique du Congo.
 (mars 2023).
La campagne de vaccination contre la Covid-19 en république démocratique du Congo est officiellement lancée le lundi 19 avril 2021 aux Cliniques Universitaires de Kinshasa. 

## Vaccinations

### Historique de la campagne de vaccination
Le professeur Jean-Robert Makulo Risasi, médecin directeur de l’hôpital[Lequel ?], est le premier Congolais à se faire vacciner.

### Déroulement
La campagne de vaccination contre la Covid-19 en république démocratique du Congo est officiellement lancée le lundi 19 avril 2021 aux Cliniques Universitaires de Kinshasa. 
En dehors du  Ministre de la Santé, les diplomates accrédités en RDC, le personnel de santé ainsi que d’autres groupes prioritaires ont reçu leur première dose du vaccin AstraZeneca au même lieu du lancement officiel.